# Malak El Allami
Malak El Allami (* 28. Juli 2006) ist eine marokkanische Tennisspielerin.

## Karriere
Malak El Allami bevorzugt Sandplätze und spielt bislang vor allem auf der ITF Juniors Tour und der ITF Women’s World Tennis Tour, wo sie bisher zwei Titel im Doppel gewinnen konnte.
2022 trat sie bei den US Open zusammen mit ihrer Partnerin Ella McDonald im Juniorinnendoppel an, wo sie mit einem 6:3-Sieg bei Aufgabe ihrer Gegnerinnen Kayla Cross und Victoria Mboko in die zweite Runde einziehen konnten, dort aber gegen Ela Nala Milić und Malwina Rowinska mit 3:6, 6:3 und [7:10] verloren.
2023 erreichte sie Anfang Januar beim mit 15.000 US-Dollar dotierten ITF-Turnier in Monastir das Finale, das sie aber gegen Eliessa Vanlangendonck mit 1:6 und 0:2 nach Aufgabe verlor. Bei den Australian Open schied sie im Juniorinnendoppel mit einer 2:6 und 1:6-Niederlage gegen Mirra Alexandrowna Andrejewa bereits in der ersten Runde aus. Auch im Juniorinnendoppel musste sie sich an der Seite ihrer Partnerin Anna Paradisi bereits in der ersten Runde mit 2:6 und 4:6 Anastassija Gretschkina und Darja Šuvirđonkova geschlagen geben. Bei den French Open erreichte sie mit einem 7:5 und 6:1 Siege gegen Federica Urgesi im Juniorinneneinzel die zweite Runde, wo sie gegen Astrid Lew Yan Foon mit 4:6 und 5:7 verlor. Im Juniorinnendoppel erreichte sie mit Landsfrau Aya El Aouni die zweite Runde, wo die beiden dann gegen Sayaka Ishii und Ena Koike mit 4:6 und 1:6 verloren. Ende Mai erhielt sie eine Wildcard für das Hauptfeld im Dameneinzel des Grand Prix SAR La Princesse Lalla Meryem, ihrem ersten Turnier auf der WTA Tour, wo sie in der ersten Runde gegen Kamilla Rachimowa mit 3:6 und 3:6 verlor. Im Hauptfeld des Damendoppels scheiterte sie mit Partnerin Luca Udvardy ebenfalls bereits in der ersten Runde gegen Monica Niculescu und Makoto Ninomiya mit 1:6 und 2:6.
2024 gewann sie im September an der Seite ihrer Partnerin Emily Sartz-Lunde den Titel im Juniorinnendoppel der US Open.
Im Jahr 2023 spielte Malak El Allami erstmals für die marokkanische Billie-Jean-King-Cup-Mannschaft, wo sie von ihren bislang drei Matches, davon ein Einzel und zwei Doppel, die beiden Doppel gewinnen konnte und das Einzel verlor.

## Turniersiege

### Doppel
| Nr. | Datum             | Turnier    | Kategorie | Belag     | Partnerin        | Finalgegnerin                 | Ergebnis |
| --- | ----------------- | ---------- | --------- | --------- | ---------------- | ----------------------------- | -------- |
| 1.  | 30. Dezember 2023 | Monastir   | ITF W15   | Hartplatz | Malwina Rowinska | Selina Atay Anna Semenova     | 7:5, 6:1 |
| 2.  | 27. Juli 2024     | Casablanca | ITF W35   | Sand      | Aya El Aouni     | Chelsea Fontenel Sandra Samir | 6:2, 6:2 |